# André Dauphin de Bourgogne
Pour les articles homonymes, voir Viennois (homonymie) et Guigues.
André Dauphin de Bourgogne, né vers 1184, mort le 14 mars 1237, dauphin de Vienne, comte d'Albon en 1203, puis comte de Vienne de 1204 à 1237, connu — à tort — sous le nom de Guigues VI (parfois sous le nom Guigues-André), fils de Hugues III, duc de Bourgogne, et de Béatrice d'Albon, comtesse d'Albon et du Viennois.
Guigues VI est un nom, fautif, qui lui a été donné beaucoup plus tard par certains historiens. Dans tous ses actes, il signe André Dauphin. C'est donc par ce nom qu'il doit être désigné au cours de son règne,.

## Biographie

### Origines et nom
André, de son nom de baptême (Andream), naît vers 1184,,. La notice du Regeste dauphinois indique le « dauphin André ». Il est le fils d'Hugues III (v. 1148-1192), duc de Bourgogne, et de sa seconde épouse, Béatrice d'Albon (1161-1228), fille et héritière du dauphin Guigues V, de la maison d'Albon,.
Il s'appelle lui même Dalfinus. Il est notamment mentionné dans une charte datée de décembre 1188 sous la forme Dalphini. On trouve également la forme Dalphinus, d'où l'usage André-Dauphin.
En 1193 il prend le titre de dauphin et sa mère Béatrice celui de comtesse d'Albon et de duchesse de Bourgogne.

### Vie de seigneur et règne
En 1202, André est marié à Béatrice de Sabran,. Cette union apporte en dot le Gapençais et l'Embrunais. André Dauphin est nommé, dans les actes du Regeste Dauphinois, comte d'Albon dès 1203 et comte d'Albon et palatin de Vienne, dès 1204, lors de sa première année de chevalerie,.
Dans une charte datée de 1210, il est mentionné sous la forme dominus Andreas Dalfinus. Cet acte est un accord entre André et l'archevêque d'Embrun, Raimond II, par lequel André cède ce que la dot de son épouse lui avait apporté dans le comté d'Embrun, en échange d'une remise des biens en fief perpétuel,.
Vers 1220, Guillaume d'Entremont reconnaît tenir en fief du dauphin le château et mandement d'Entremont, dont on détermine les limites.
Il fait des donations à plusieurs monastères et fonde la Collégiale Saint-André de Grenoble. Prudent et mesuré comme sa mère, il utilise plus souvent la diplomatie que la force pour agrandir ses États.
En 1222, selon l'historien et archiviste Georges de Manteyer, un acte le mentionne sous la forme « Egro Andreas, Delfinus et comes ».
En 1223, André Dauphin rend hommage lige à l'archevêque Jean de Bernin pour le domaine qu'il possédait en fief de l'église de Vienne, à raison du comté de Vienne et d'Albon et autres terres du Dauphiné,.
André Dauphin a la lourde tâche de gérer les conséquences du déluge de Grenoble, en 1219, qui a ravagé la ville. C'est à la suite de cet événement tragique, qu'il décida de construire la collégiale Saint-André de Grenoble en 1228, mais il n'en verra pas l'achèvement.
Le 28 septembre 1225. À la suite de différends au sujet de leur dépendance mutuelle, le chevalier Guiffrey Salvaing vend au dauphin André, comte de Vienne et d'Albon, le bourg et mandement de la Buissière.
En 1228, il succède à sa mère comme comte d'Albon.
En 1230, il est reconnu comme chanoine des églises de Lyon, de Vienne et du Puy, tout comme ses ancêtres.

### Mort et succession
André Dauphin fait son testament au château de Vals, à Saint-Uze, le 4 mars 1237. Son testament porte la titulature « domnus Andreas, Dalphinus Viennensis ». Il meurt le 14 mars 1237. Son corps est inhumé dans la collégiale Saint-André de Grenoble.
Son fils, Guigues VII, issu du second mariage devient son héritier sous la régence de sa mère, Béatrice de Montferrat.

## Union et postérité
André Dauphin épouse en premières noces, à Sainte-Euphémie, le 3 juin 1202, Béatrix de Claustral ou Béatrice de Sabran(1182- après 1215), sœur cadette de Garsende de Sabran, comtesse de Provence, petite-fille du comte Guillaume II de Forcalquier qui lui donne en dot après lui son comté et sa terre depuis le pont du Buëch à Sisteron dans les diocèses de Gap et d'Embrun. Béatrice et le dauphin ont :
- Béatrice de Viennois (1205- après 1248), d'abord fiancée (1207) à Guillaume, le fils aîné d'Hervé IV de Donzy comte de Nevers[18], † entre 1207 et 1214 ; puis mariée (en 1214[19]) à Amaury VI (mort en 1241), comte de Montfort, vicomte de Carcassonne et de Béziers (postérité).

Le site Foundation for Medieval Genealogy-Medieval Lands cite une possible Marguerite de Viennois (1203/07-1242) potentiellement mariée à Amédée, futur comte de Savoie dans un document daté de 1230 des archives de l'État de Turin qui fait référence au mariage du comte Amédée avec "Marguerite fille d'André dauphin, comte de Viennois". Le comte Amédée IV a d'abord épousé Marguerite de Bourgogne, par ailleurs décédée en 1242,. Marguerite de Viennois aurait donc été la nièce de la première épouse du comte Amédée. Une telle relation par mariage aurait nécessité une dispense papale, Grégoire IX, n'ayant consenti que 11 dispenses pendant ses 14 ans de règne (dont 6 liés à la validation des mariages existants), ce qui suggère qu'il était "opposé" pour se dispenser des obstacles de la relation. Une autre possibilité est que l'inventaire des archives d'État ait confondu "fille" et "sœur" dans son extrait, et que le document de 1230 fasse référence au mariage antérieur du comte Amédée avec Marguerite de Bourgogne.
Béatrice de Sabran est répudiée en 1211.
André se marie en secondes noces, vers 1211, avec Semnoresse, fille du comte de Valentinois, Aymar II de Poitiers, qui décède sans enfant en 1223,.
Il épouse en troisièmes noces avant le 21 novembre 1219 Béatrice de Montferrat (1204/1210-1256),, fille de Guillaume VI, marquis de Montferrat, et de Berte de Clavesana. Ils ont deux enfants :
- Guigues VII (1225 ou 1229-1269), dauphin de Viennois ;
- Jean (1227-1239).